# Robin Devenish
Robin C. E. Devenish (1943) é um físico britânico.
Investiga a física de alta energia das interações fortes.
Davenich doutourou-se na Universidade de Cambridge e trabalhou a partir de 1979 no Hertford College da Universidade de Oxford, onde é professor de física. Trabalhou em experimentos com os anéis armazenadores DORIS e PETRA no DESY, e depois no HERA, também no DESY.
Recebeu em 2009 o Prêmio Max Born, por "seu papel chave na determinação da estrutura funcional do próton e na determinação das densidades do quark e do glúon por pequenos impulsos de partículas, o que conduziu a grandes avanços no entendimento da cromodinâmica quântica".